# Placówka Straży Granicznej I linii „Przyszowice”
Placówka Straży Granicznej I linii „Przyszowice” – jednostka organizacyjna Straży Granicznej pełniąca służbę ochronną na granicy polsko-niemieckiej w okresie międzywojennym.

## Geneza
Na wniosek Ministerstwa Skarbu, uchwałą z 10 marca 1920 roku, powołano do życia Straż Celną. Od połowy 1921 roku jednostki Straży Celnej rozpoczęły przejmowanie odcinków granicy od pododdziałów Batalionów Celnych. Proces tworzenia Straży Celnej trwał do końca 1922 roku. Placówka Straży Celnej „Przyszowice” weszła w podporządkowanie komisariatu Straży Celnej „Knurów” z Inspektoratu SC „Rybnik”.

## Formowanie i zmiany organizacyjne
Rozporządzeniem Prezydenta Rzeczypospolitej Polskiej Ignacego Mościckiego z 22 marca 1928 roku, do ochrony północnej, zachodniej i południowej granicy państwa, a w szczególności do ich ochrony celnej, powoływano z dniem 2 kwietnia 1928 roku Straż Graniczną.
Rozkazem nr 4 z 30 kwietnia 1928 roku w sprawie organizacji Śląskiego Inspektoratu Okręgowego dowódca Straży Granicznej gen. bryg. Stefan Pasławski określił strukturę organizacyjną komisariatu SG „Paniówki”. Placówka Straży Granicznej I linii „Przyszowice” znalazła się w jego strukturze.
Rozkazem nr 10 z 5 listopada 1929 roku w sprawie reorganizacji Śląskiego Inspektoratu Okręgowego komendant Straży Granicznej płk Jan Jur-Gorzechowski powołał komisariat Straży Granicznej „Knurów”. Placówka weszła w jego strukturę.
Rozkazem nr 4 z 17 grudnia 1934 roku w sprawach […] zarządzeń organizacyjnych i zmian budżetowych, komendant Straży Granicznej płk Jan Jur-Gorzechowski wyłączył placówkę I linii „Przyszowice” z komisariatu Straży Granicznej „Knurów” i przydzielił do komisariatu Straży Granicznej „Nowa Wieś”.
Rozkazem nr 1 z 27 marca 1936 roku w sprawach […] zmian w niektórych inspektoratach okręgowych, komendant Straży Granicznej płk Jan Jur-Gorzechowski wyłączył placówkę Straży Granicznej I linii „Przyszowice” z komisariatu „Nowa Wieś” i włączył do komisariatu „Knurów”.
Rozkazem nr 2 z 30 listopada 1937 roku w sprawach […] przeniesienia siedzib i likwidacji jednostek, komendanta Straży Granicznej płk Jan Gorzechowski przeniósł siedzibę komisariatu „Knurów” do m. Orzesze. Placówka pozostała w jego składzie.

## Służba graniczna
Sąsiednie placówki:
- placówka Straży Granicznej I linii „Makoszowy” ⇔ placówka Straży Granicznej I linii „Knurów” – 1928[6]

## Kierownicy/dowódcy placówki
| stopień            | imię i nazwisko | okres pełnienia służby | kolejne stanowisko |
| ------------------ | --------------- | ---------------------- | ------------------ |
| przodownik         | Jan Kosik       | – 2 IX 1932            |                    |
| przodownik         | Wojciech Bauza  | 2 IX 1932 –            |                    |
| przewodnik         | Józef Marciniak | 20 XI 1933 – 25 I 1934 |                    |
| starszy przodownik | Adam Marciniak  | 25 I 1934 –            |                    |